# 路易斯安那理工大學

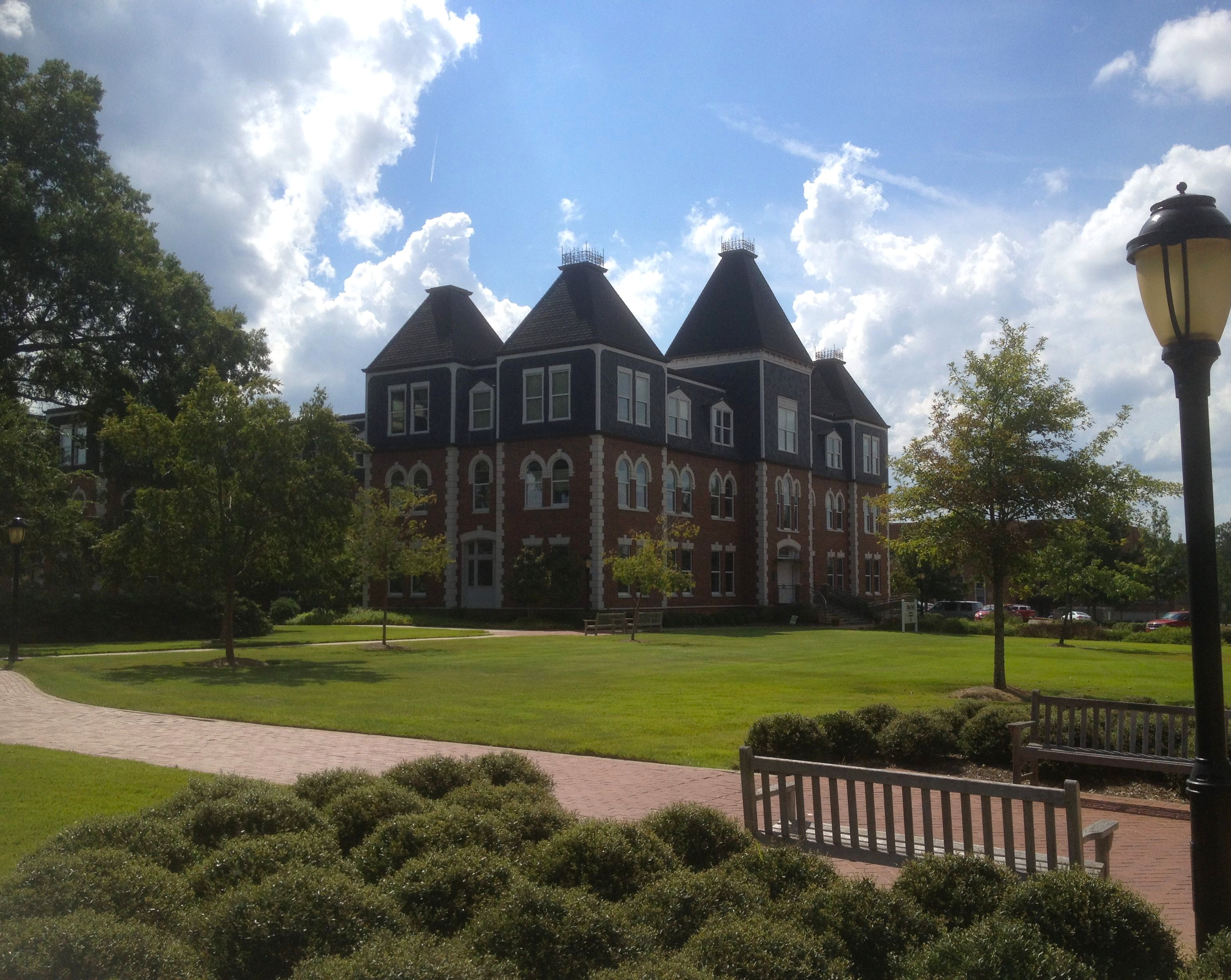
“Hale Hall”原來是男生宿舍，現在改為大學的建築學院大樓

路易斯安那理工大學（Louisiana Tech University，簡稱：Louisiana Tech或La. Tech）是位於美國路易斯安那州拉斯頓的一所公立研究型大學，創立於1894年。2021年《美國新聞與世界報道》的全國大學排名中列在第298-389位， 属于路易斯安那大學系統。路易斯安那理工大學和NASA、國立衛生研究院、國家科學基金會及美國國防部均有合作項目。

## 外部連結
- 官方网站
- Official athletics website （页面存档备份，存于）